# 十条駅 (近鉄)
十条駅（じゅうじょうえき）は、京都府京都市南区西九条柳の内町にある、近畿日本鉄道（近鉄）京都線の駅。駅番号はB03。

## 歴史
- 1928年（昭和3年）11月15日：奈良電気鉄道京都 - 桃山御陵前間開通時に開業[2]。
- 1963年（昭和38年）10月1日：会社合併により近畿日本鉄道の駅となる[2]。
- 1998年（平成10年）10月3日：竹田 - 東寺間の連続立体化により、下り線高架化[3]。
- 1999年（平成11年）11月27日：上り線も高架化される[4]。
- 2007年（平成19年）4月1日：ICカード「PiTaPa」使用開始[5]。

## 駅構造
島式1面2線のホームを持つ高架駅。ホームは6両編成対応。改札・コンコースは1階、ホームは2階にある。改札口は1ヶ所のみ。
京都駅管理の有人駅で、PiTaPa・ICOCA対応の自動改札機および自動精算機（回数券カードおよびICカードのチャージに対応）が設置されている。
1974年当時は、駅入り口の看板が「十條駅」、プラットホーム内の駅名標は6か所のうち4か所は「十条駅」だったが他の2か所は「条」の字が「攵」の下に「木」のもの、駅名標のローマ字表記も「JUJO」と「JYUJYO」の2通りあり、場所によって表記が様々だった。

### のりば
| のりば | 路線     | 方向 | 行先           |
| ------ | -------- | ---- | -------------- |
| 1      | B 京都線 | 下り | 橿原神宮前方面 |
| 2      | B 京都線 | 上り | 京都方面       |

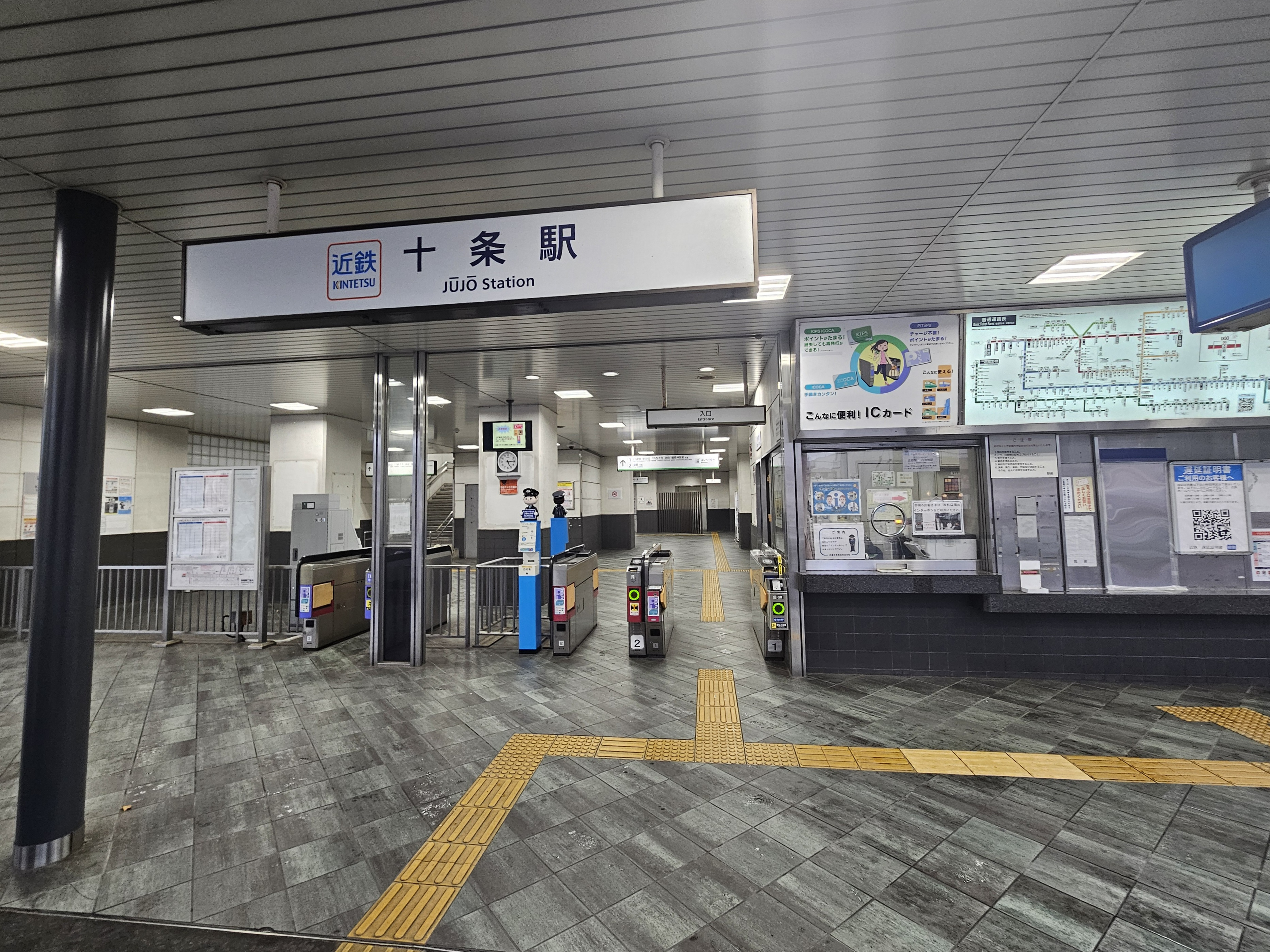
改札口（2025年6月）
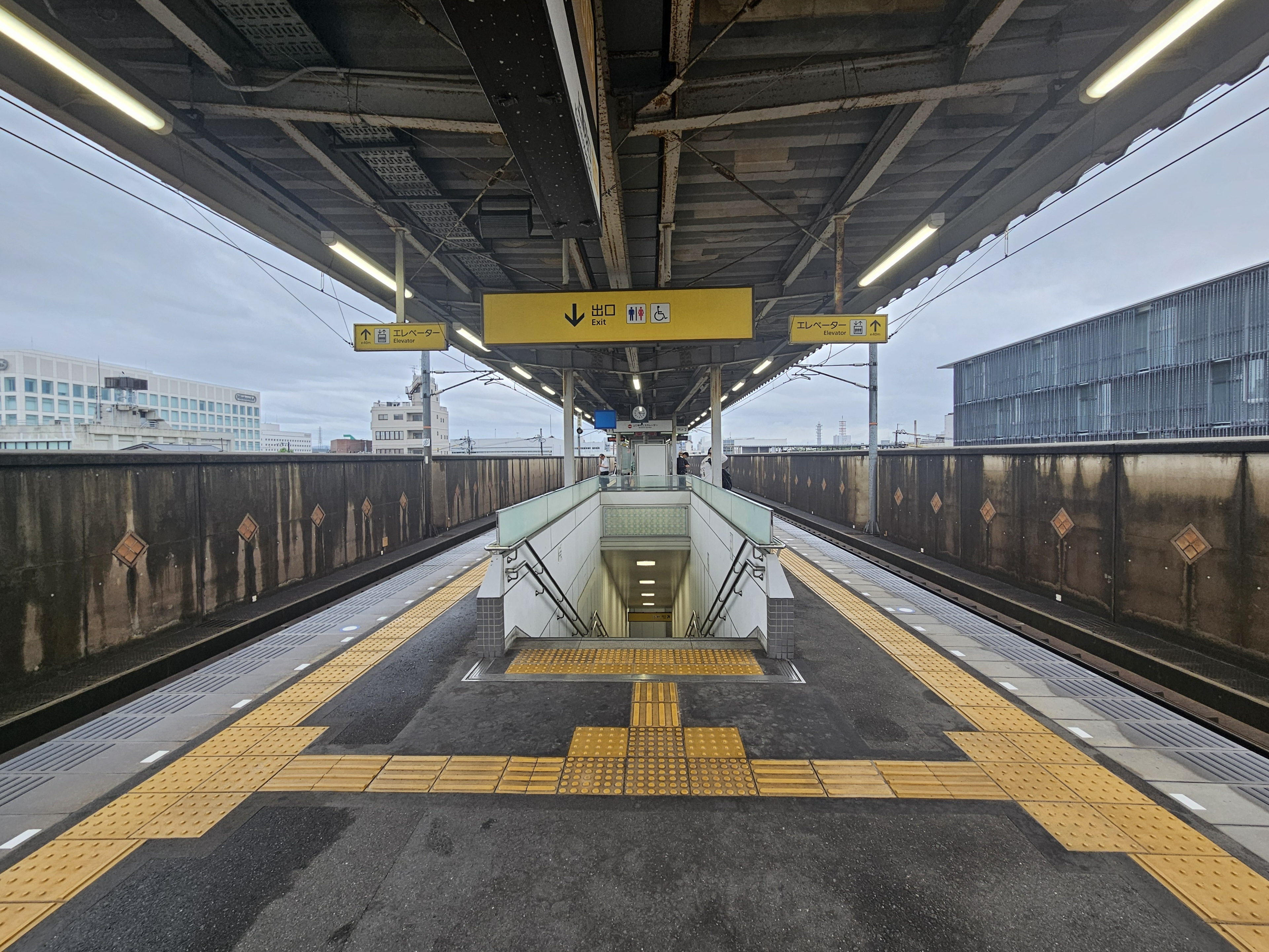
プラットホーム（2025年6月）

## 利用状況
近年における当駅の1日乗降人員の調査結果は以下の通り。
- 2023年11月7日：6,060人
- 2022年11月8日：5,332人
- 2021年11月9日：4,960人
- 2018年11月13日：6,085人
- 2015年11月10日：6,050人
- 2012年11月13日：4,685人
- 2010年11月9日：4,644人
- 2008年11月18日：4,891人
- 2005年11月8日：4,731人

## 駅周辺
- 京都市南区役所
- 京都十条郵便局
- 十条通（京都市道181号京都環状線）
- 上鳥羽公園
- SGホールディングス本社
- 佐川急便本社・京都店
- 任天堂本社・開発棟
- TOWA本社
- 西村製作所（天体望遠鏡製造企業）
- 南警察署（2015年に駅西側の十条通沿いに移転）
- 南青少年活動センター

### バス路線
最寄停留所は、駅から徒歩2分の十条通沿いの十条油小路となる。以下の路線が乗り入れる。
- 京都市バス
  - 16系統：京都駅八条口 / 京都駅
- 京阪バス
  - ダイレクトエクスプレス直Q京都号

## 隣の駅
近畿日本鉄道
B 京都線
■急行・■準急
通過
■普通
東寺駅 (B02) - 十条駅 (B03) - 上鳥羽口駅 (B04)
- 括弧内は駅番号を示す。